# 凱末爾陵
凱末爾陵（土耳其語：Anıtkabir，字面意为“紀念墓”），又稱土耳其國父紀念館，位於土耳其首都安卡拉。是土耳其獨立戰爭的領導人、土耳其共和國的創始人和第一任總統穆斯塔法·凱末爾·阿塔圖爾克的陵墓。由建築師艾明·奧納特教授和助理教授奧爾罕·阿爾達設計，他們的作品在1941年土耳其政府舉辦的阿塔圖爾克紀念館競賽中擊敗其他來自多國的48項參賽作品。
凱末爾陵同時是土耳其第二任總統伊斯麥特·伊諾努的最後安息地，其墓位面對禮儀廣場對面。
陵墓在1966至1987年和1997至2009年間被描繪在各類土耳其紙幣上，並被列入土耳其土木工程師協會的50項土耳其土木工程壯舉清單。

## 建築
自由塔
- 自由塔內的浮雕展示的是一個天使的身影，上面拿著一張紙和一匹飼養馬。 天使的形象象徵著自由的聖潔，紙張像徵著土耳其的自由宣言。馬的形狀是自由和獨立的象徵。

男性雕像組
- 在自由塔前面有一個由三個人組成的雕像組。 右邊帶頭盔和外套的男子代表土耳其士兵，左邊是拿著一本書是土耳其青年和知識分子; 這兩種村莊服裝背後，是土耳其農民。 這三個雕像的嚴肅面部表情代表了土耳其人民的莊嚴和意志力。

和平塔
- 在塔牆內刻有一幅浮雕作品，表達凯末尔在國內的和平原則，即世界和平 。 在這種解脫中，描繪了農民和一名士兵通過伸出劍來保護他們。 這名士兵象徵著土耳其軍隊 ，他是和平的堅強和真正的守護者，使人們能夠在土耳其軍隊的安寧下過日常生活。

4月23日塔
- 這座塔的內牆上有一幅浮雕，浮雕描繪了1920年4月23日土耳其大國民議會開幕的场景。浮雕中的站立女子手拿著一張紙，纸上寫有著日期的銘文。 另一面的關鍵象徵著大會的開幕。该塔中还展出凯末尔於1936年至1938年間使用的凱迪拉克系列80汽車。[1]

改革之塔
- 這座塔是博物館的延伸，凯末尔的服裝在這裡展出。 塔壁內的浮雕顯示出一隻微弱的手握著火炬即將熄滅，象徵著奧斯曼帝國的垮台。 另一個強有力的手向天空發射輻射火炬象徵著新土耳其共和國和凯末尔將土耳其民族提升到當代文明水平的改革。

國家契約塔
- 塔樓位於博物館的入口處，這座塔內的浮雕象徵著團結的結合。 浮雕顯示四隻手連接劍柄。 這個構圖像徵著國家拯救土耳其國家的共同誓言。

穆斯塔法·凱末爾·阿塔圖爾克博物館
- 又稱為土耳其國父與獨立戰爭博物館（土耳其語：Atatürk ve Kurtuluş Savaşı Müzesi），陳列了凯末尔生前的用品、戰績及其他文獻等[2]。

## 觀光數據
2007年11月10日，在凱末爾逝世69週年之際共計有546,620人（其中2,420人是外籍旅客）參觀了紀念館，創下每日參觀人數最高記錄。2007年前11個月，紀念館接待了超過 1100萬遊客，超越往年的遊客總數。2006年共計有8,150,000人和2005年共計有3,800,000人參觀了紀念館。
2013年11月10日，共計有1,089,615人前往紀念館參觀，刷新歷史記錄。該年10月29日為土耳其共和國成立90週年國慶，計有438,451人參觀了紀念館。2012年11月10日的記錄是413,568人。

## 圖集

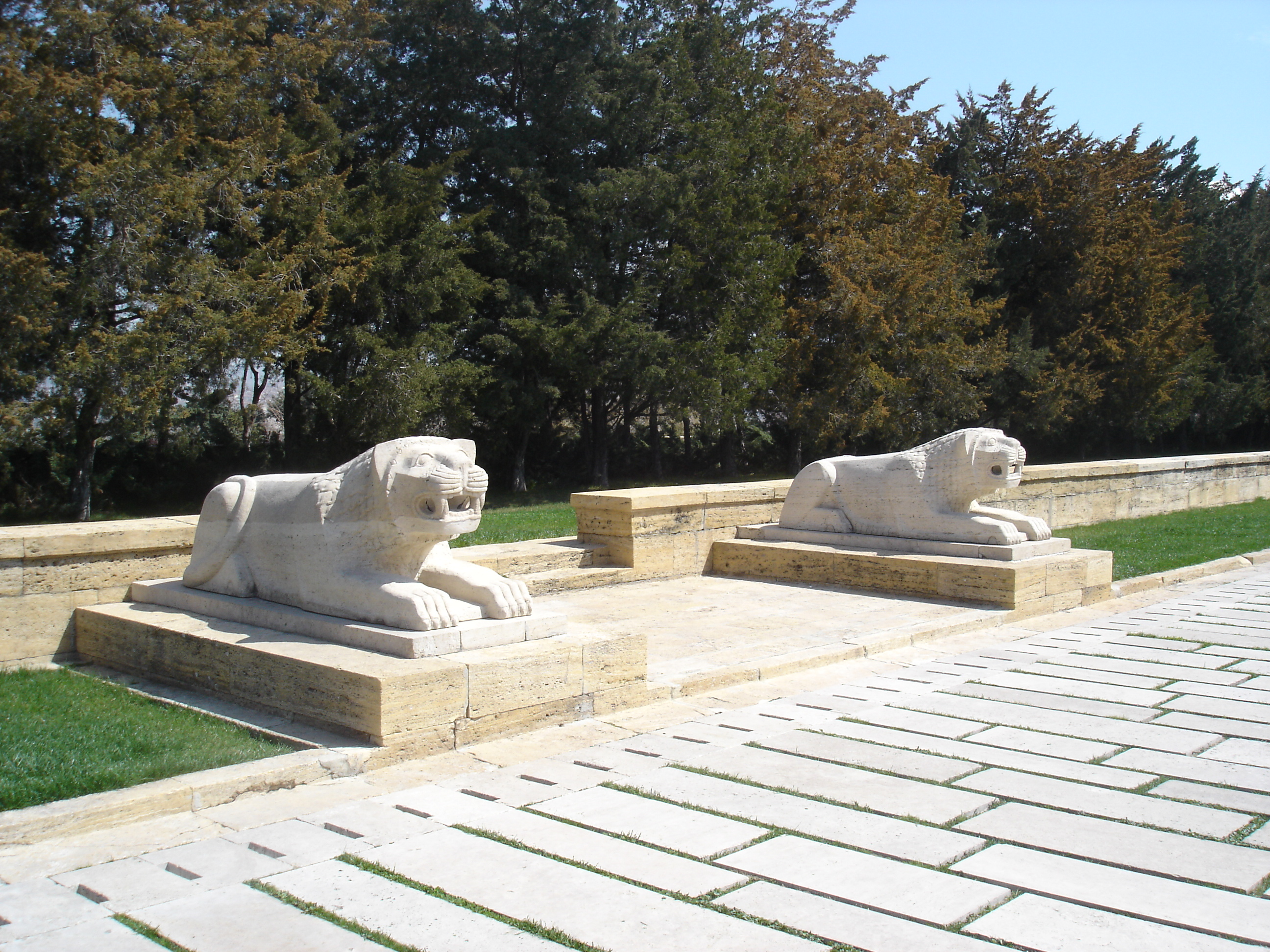
石獅子路
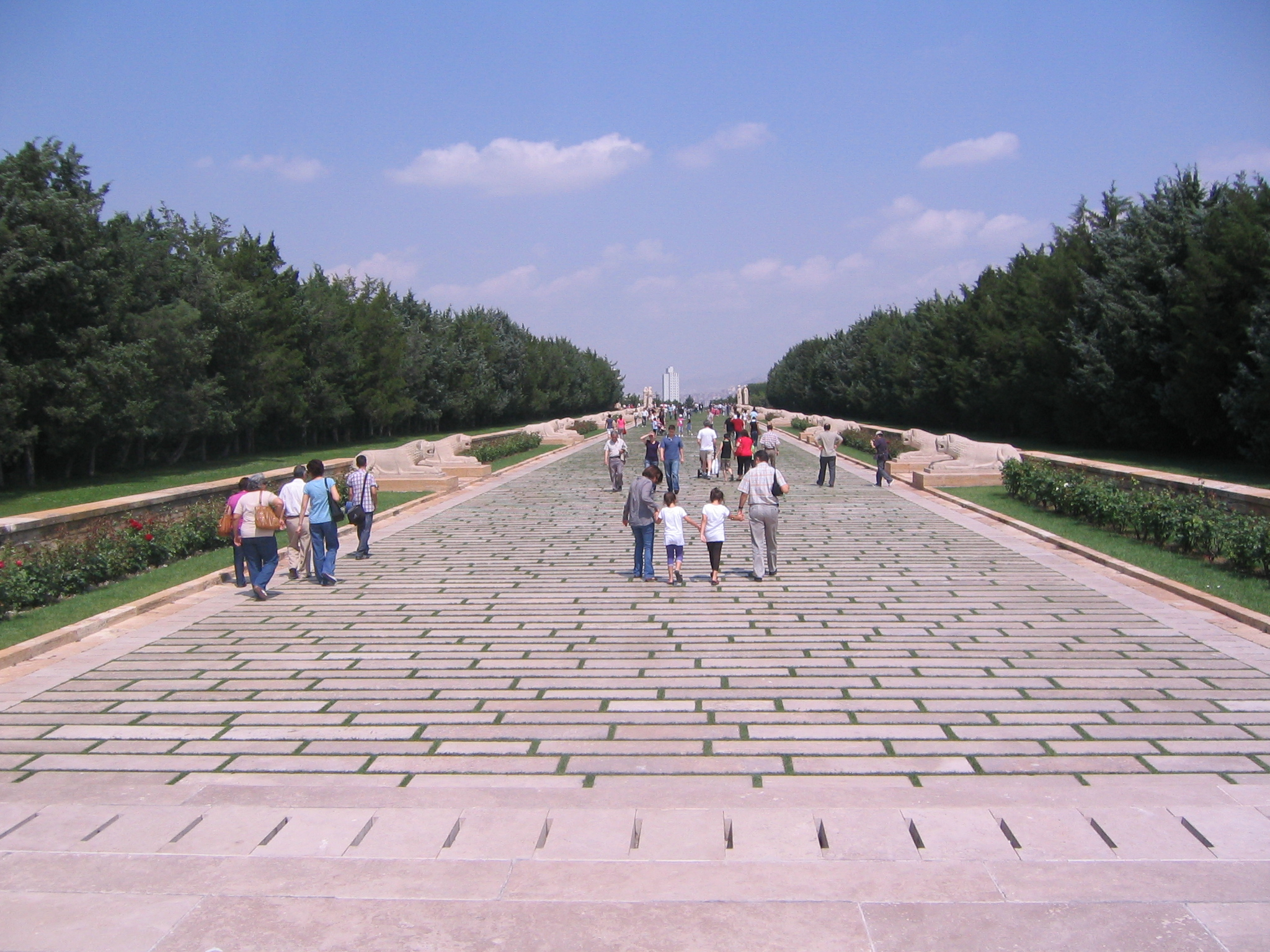
石獅子路
土耳其男人雕塑
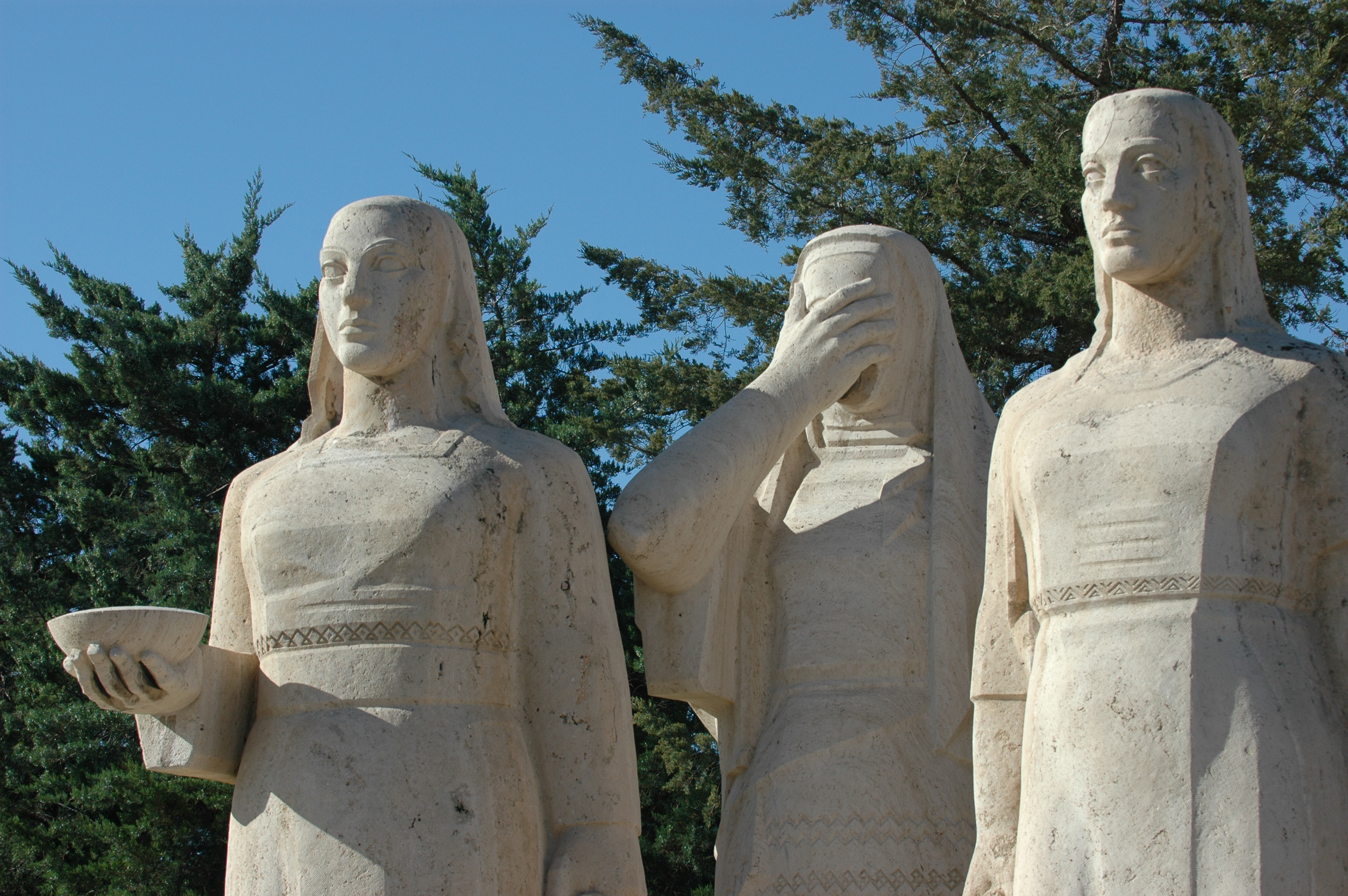
土耳其女人雕塑
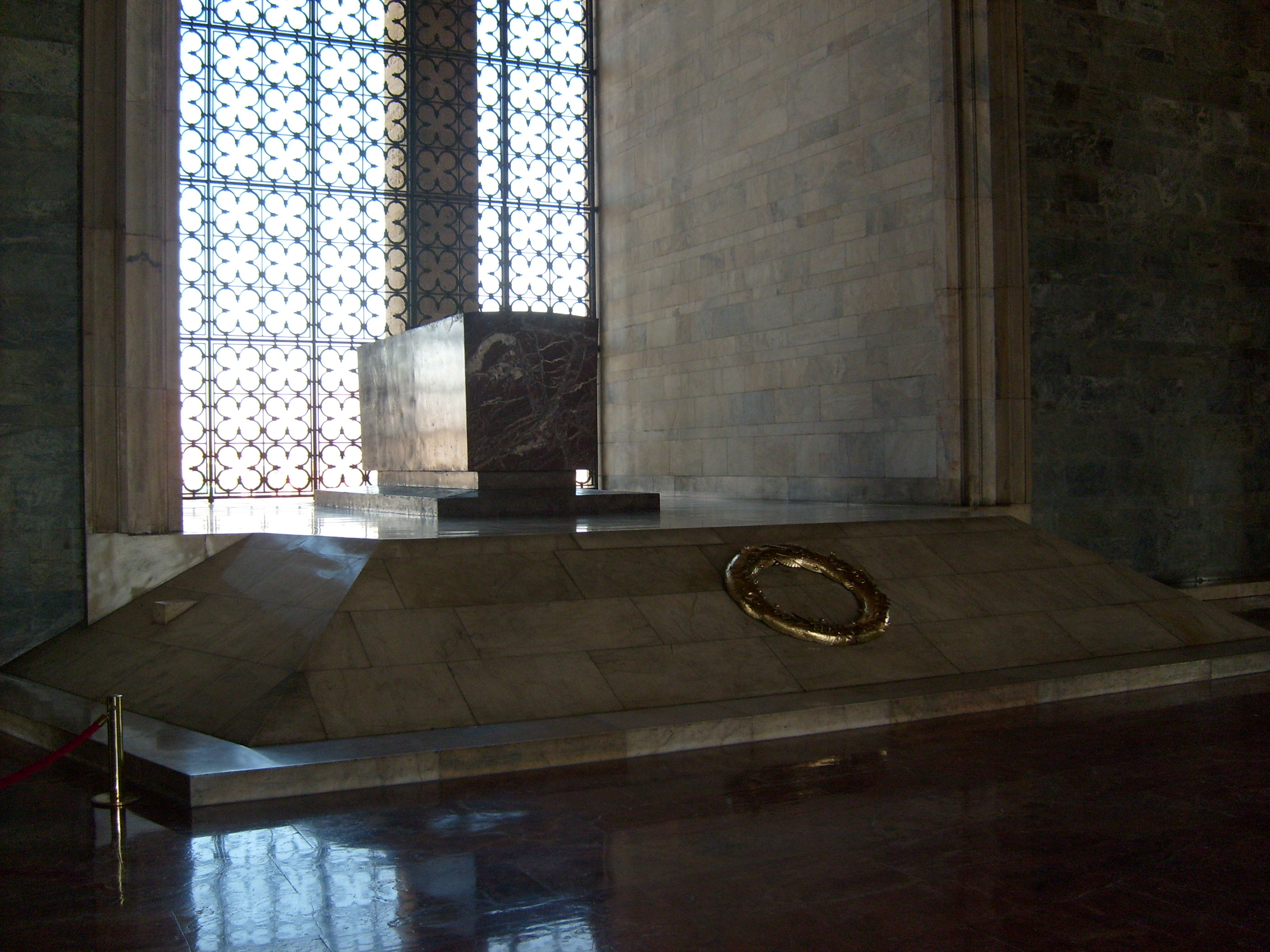
大廳的凱末爾棺柩
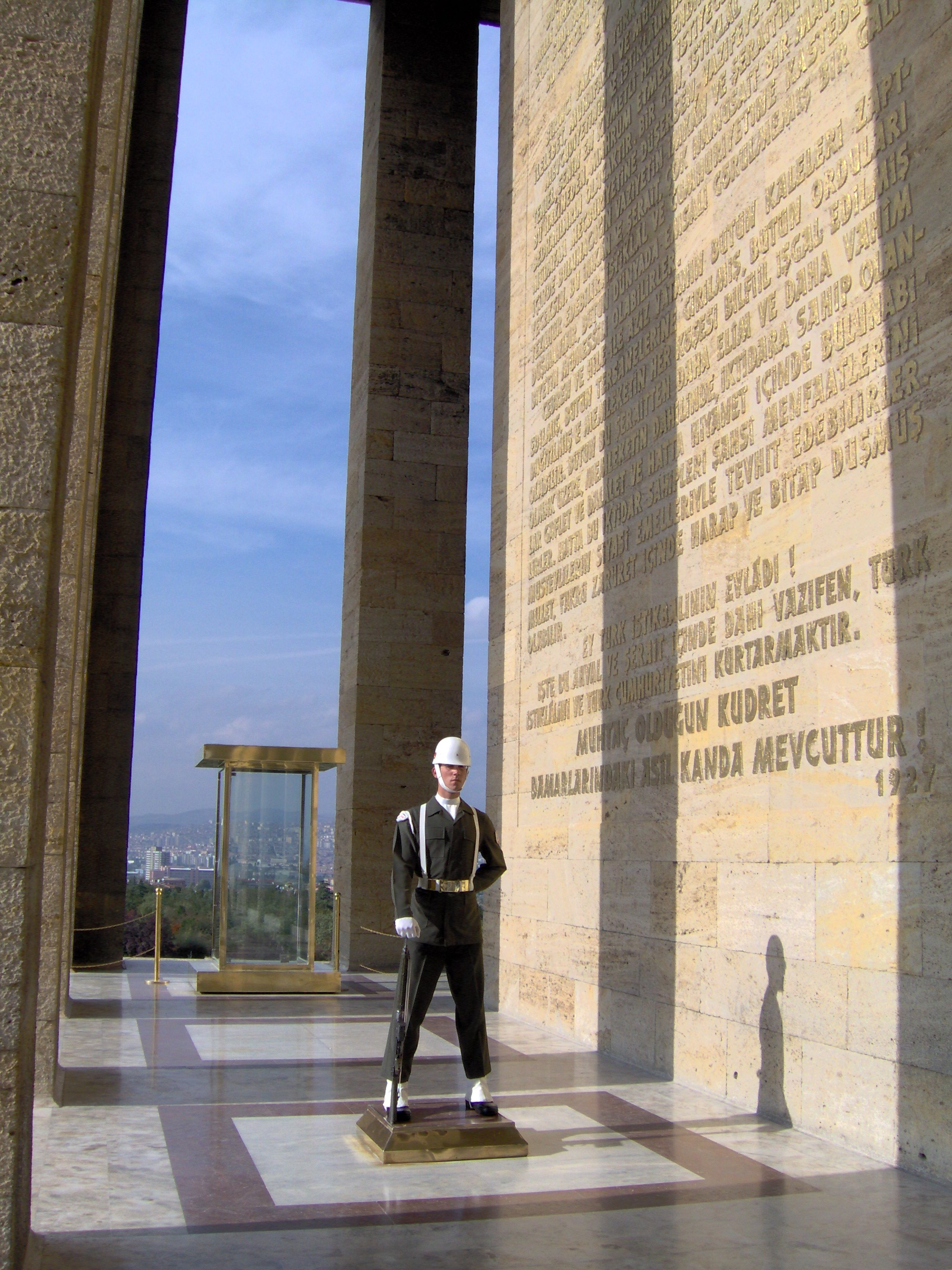
陵墓入口處的士兵
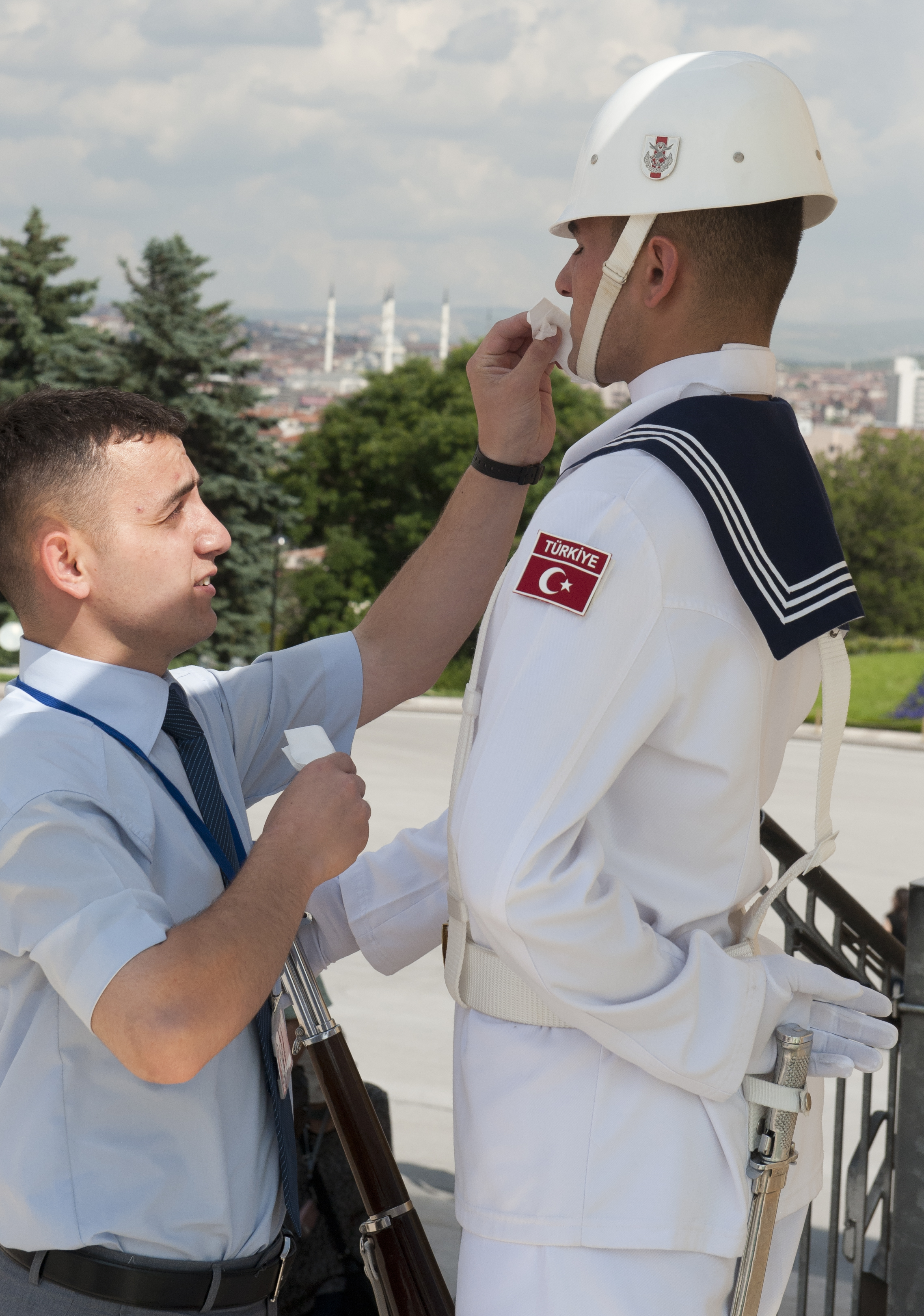
士兵
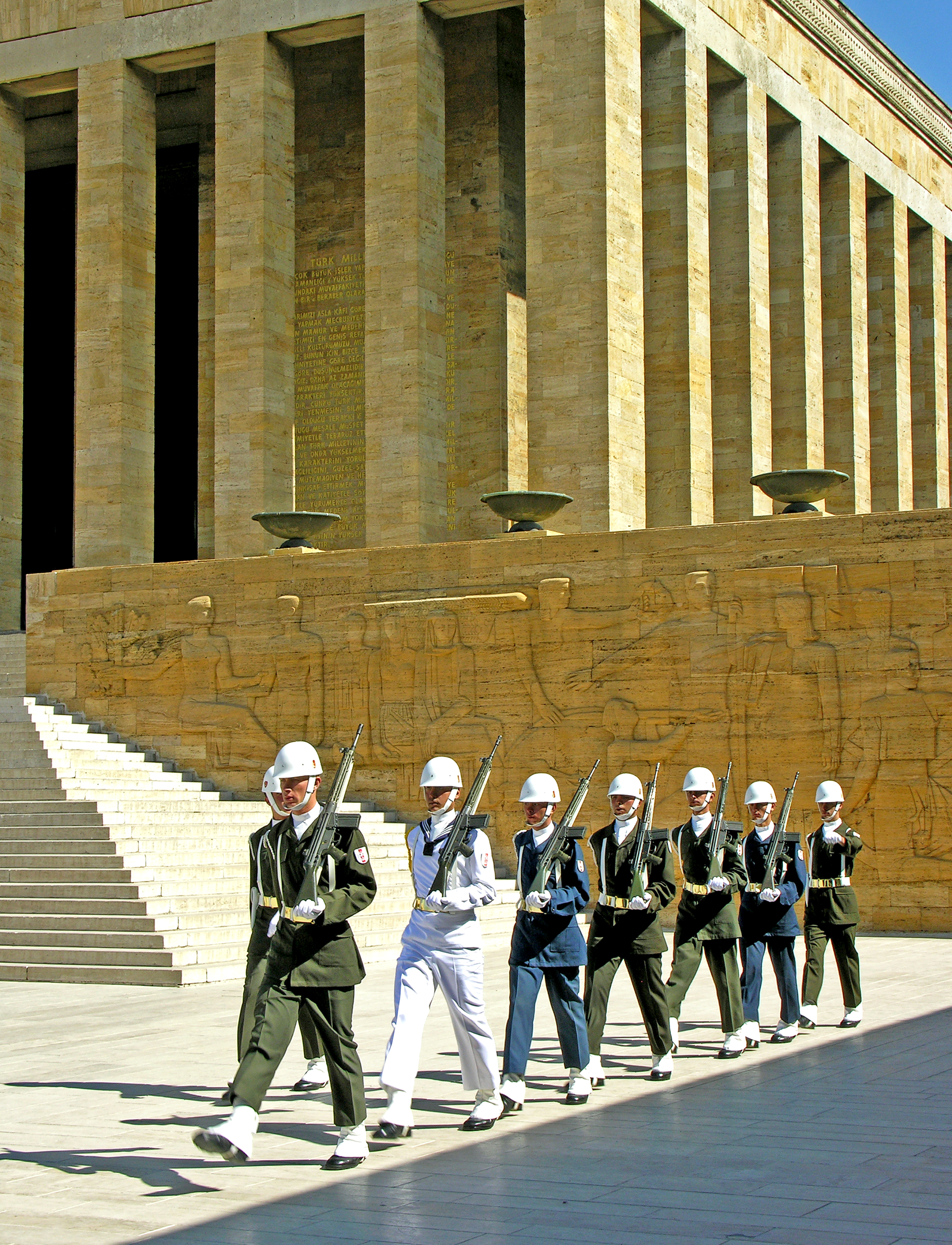
衛兵交接
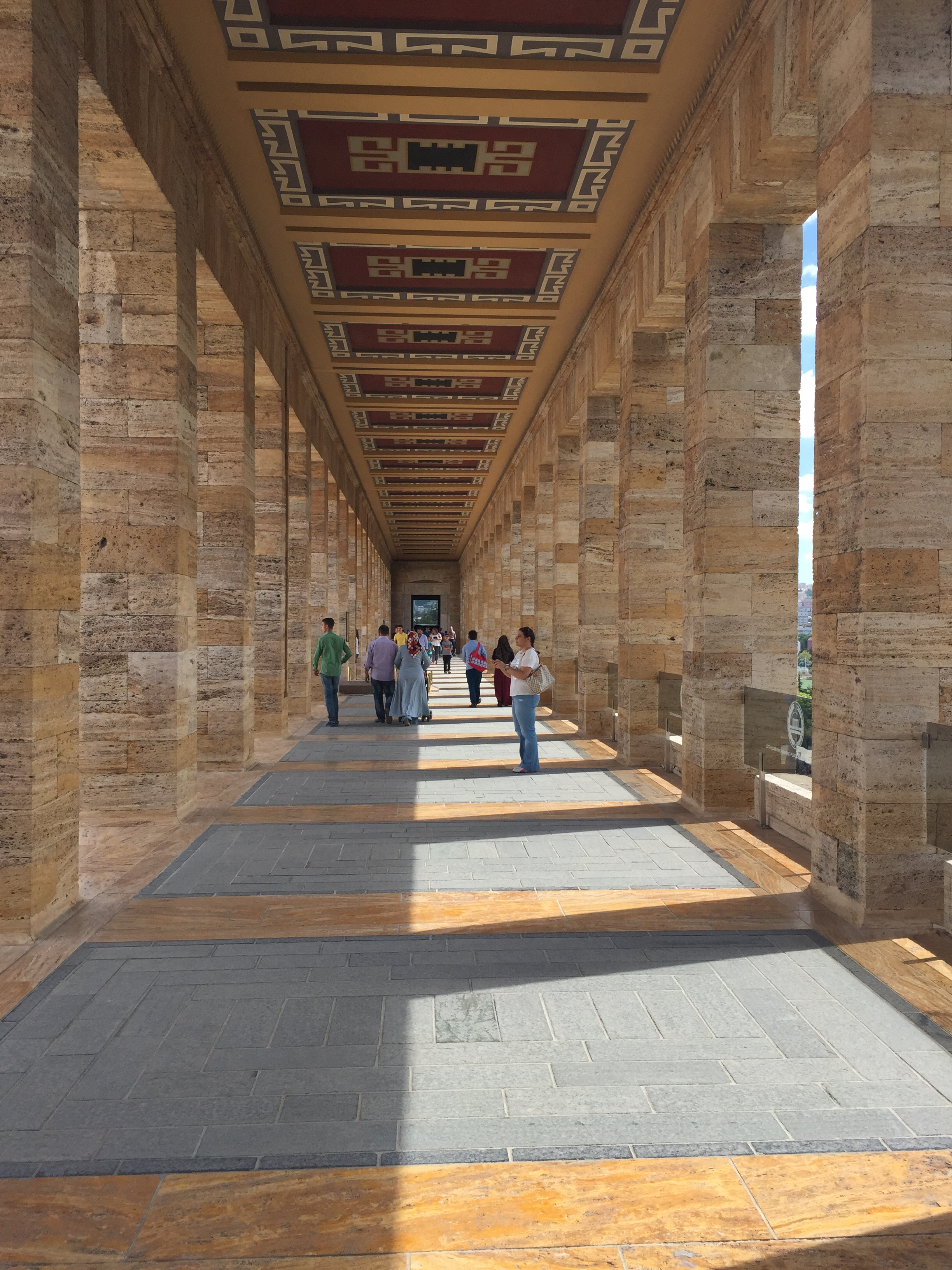
迴廊
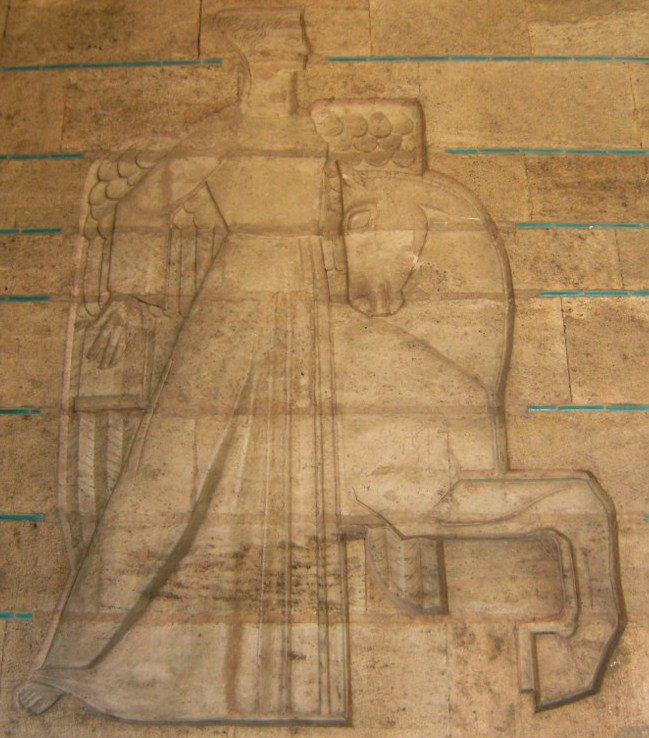
浮雕
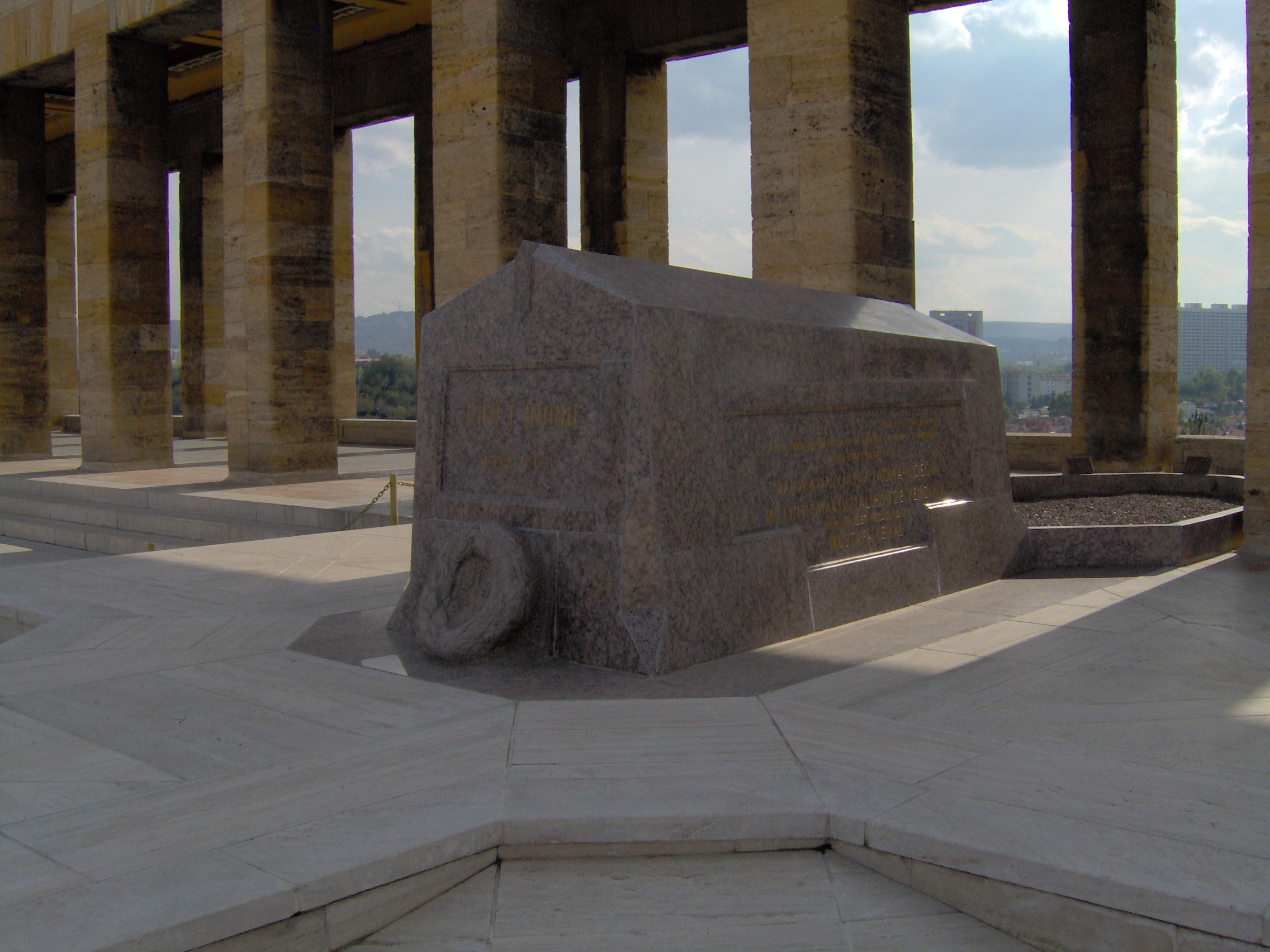
İsmet İnönü之墓
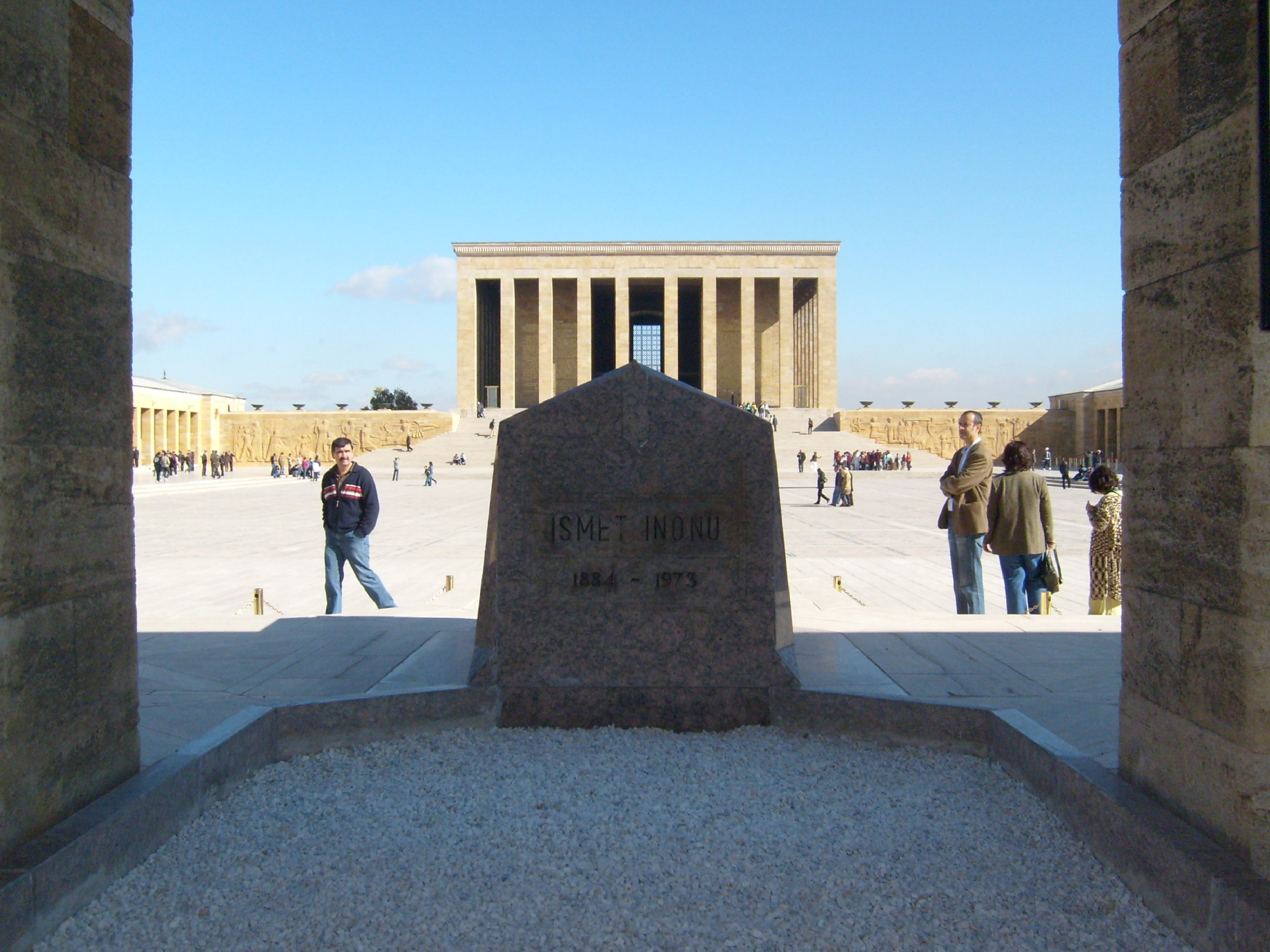
İsmet İnönü之墓
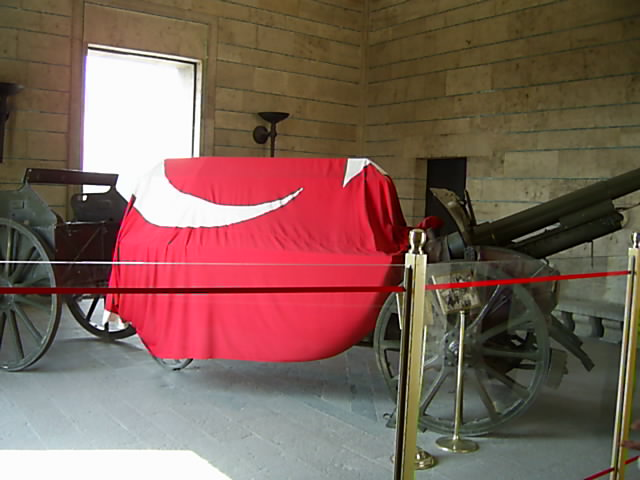
紀念館展出的凱末爾靈車
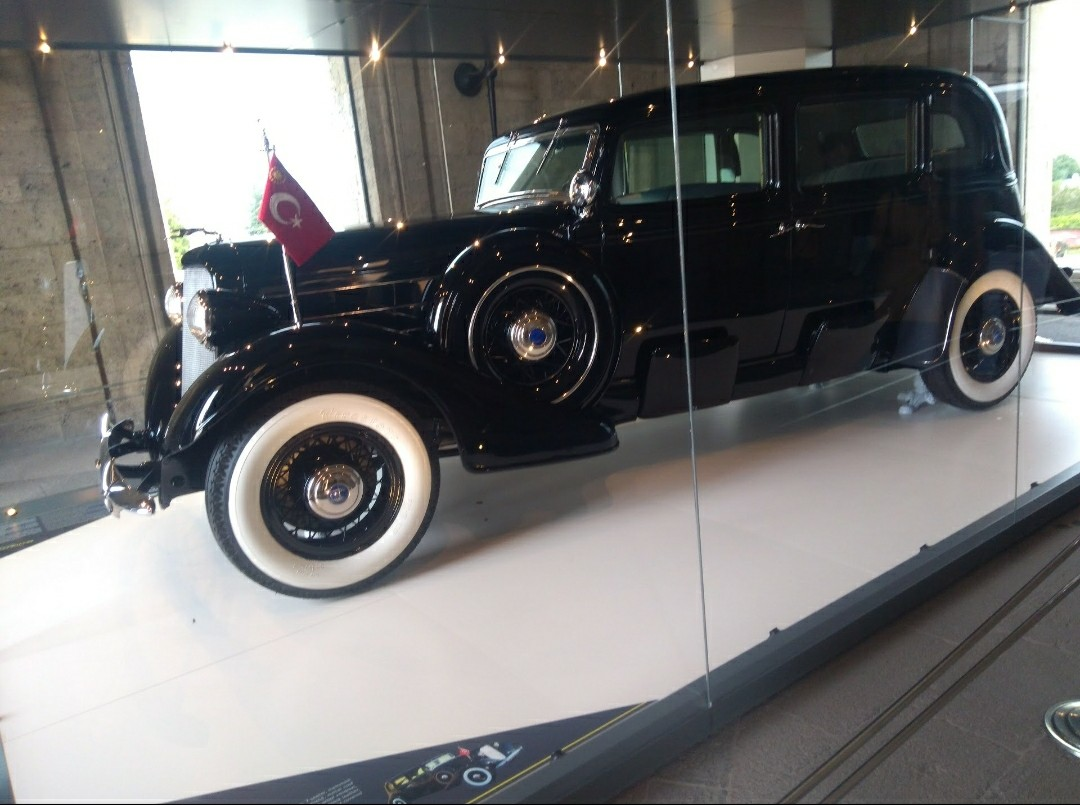
紀念館展出的凱末爾座駕
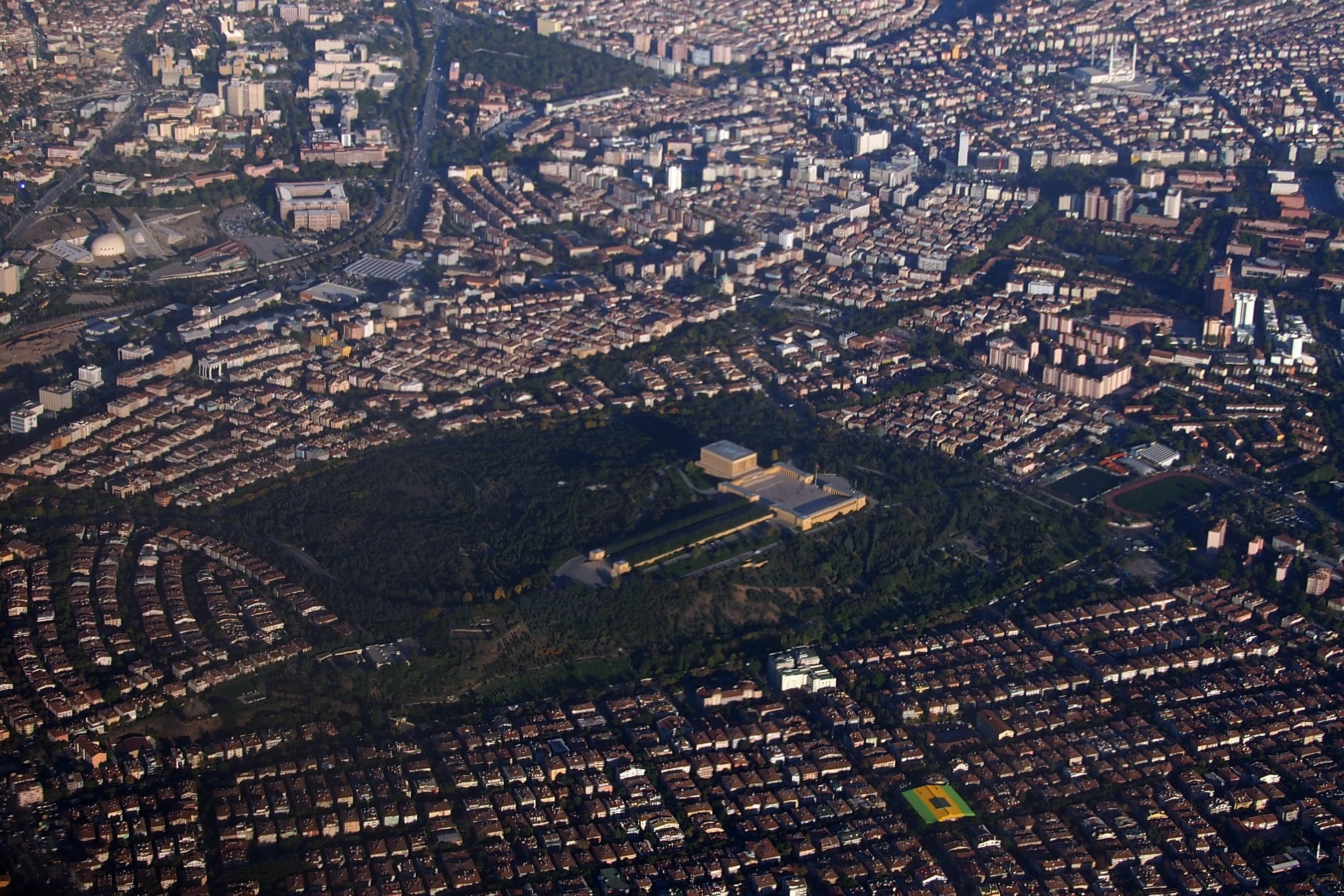
園區鳥瞰圖
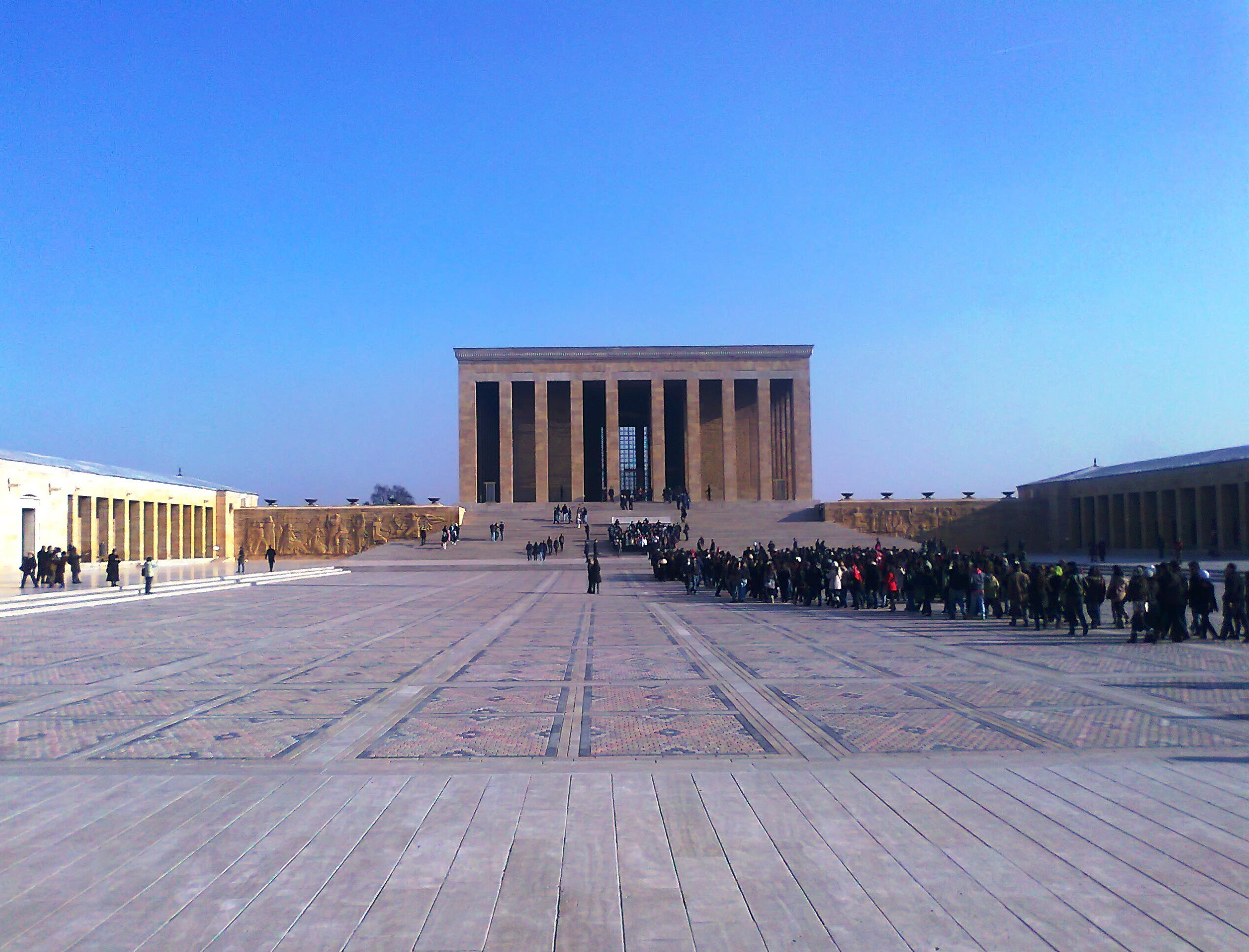
遠眺凱末爾紀念館

## 外部連結
- Official website of Anıtkabir（页面存档备份，存于） （英文）
- 360° virtual tour of Anıtkabir（页面存档备份，存于）
- Anıtkabir visitors book（页面存档备份，存于） （土耳其文）
- Beyond Anıtkabir: The Construction and Maintenance of National Memory in the Funerary Architecture for Mustafa Kemal Atatürk
- Anıtkabir in 3D on its real place（页面存档备份，存于）